# 조제프 레이로
조제프 레이로(Joseph Layraud, 본명: Joseph Fortuné Séraphin Layraud, 1834년 10월 15일 – 1912년 10월 12일)는 프랑스의 화가이다. 출생 날짜와 사망 날짜에 대해서는 논란의 여지가 있다. 일부 출처에서는 1833~1913년을 언급한다. 그의 작품 범위에는 역사적 장면과 인물, 종교적, 신화적 주제, 풍경, 동시대인의 초상화가 포함되었다.

## 생애와 경력

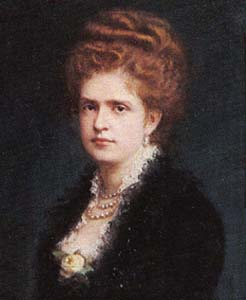
사보이의 마리아 피아, 포르투갈의 왕비

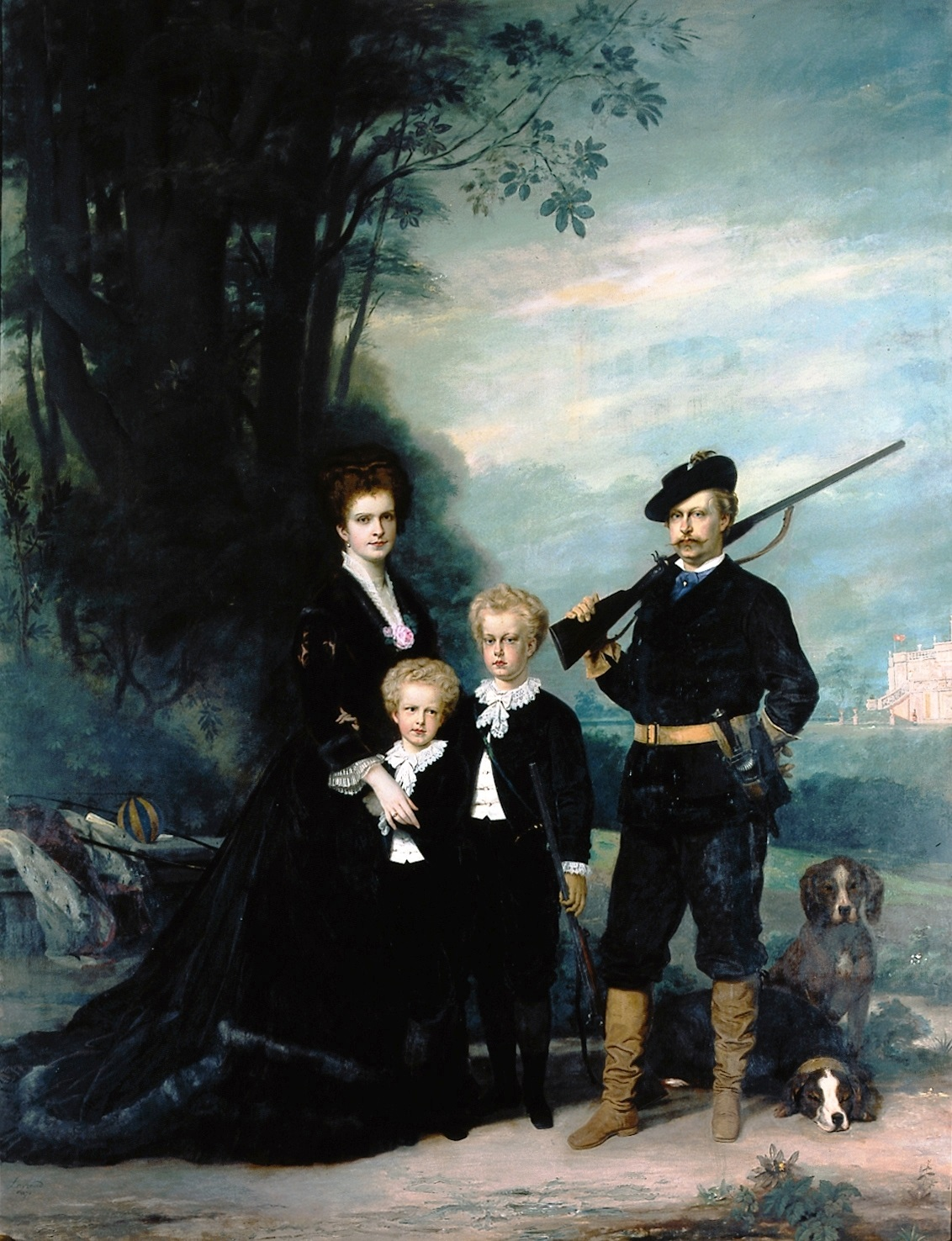
포르투갈 왕실, 1876

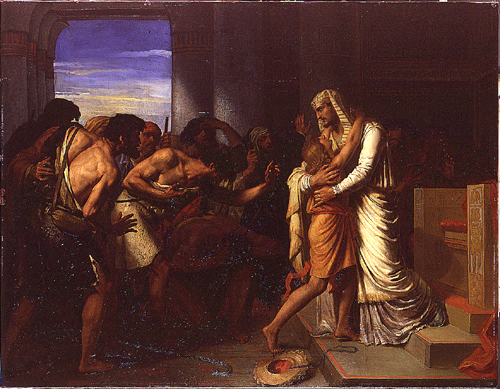
요셉이 형제들에게 자신을 밝히다

레이로는 프랑스 남동부 라 로슈 쉬르 르 뷔에서 태어났다. 1853년 마르세유에서 훈련을 시작한 후 1856년 파리로 옮겨 레옹 코니에와 토니 로베르 플뢰리 밑에서 국립고등미술학교에서 공부했다. 1863년 로마 대상(Grand Prix de Rome)을 수상했다.
로마 체류 후 레이로는 이탈리아와 포르투갈을 여행하며 풍경화를 그렸고, 역사화와 많은 초상화를 그렸다. 1892년부터 발랑시엔의 아카데미 데 보자르에서 교수로 재직했다. 그의 제자로는 쥘 센, 막스 알베르 데크루에즈, 그레고리 니콜라 피네즈, 뤼시앵 엑토르 조나스, 샤를 파리, 모리스 뤼팽, 알프레드 레옹 소바주가 있었다.
레이로는 살롱 드 파리에서 전시하여 1872년에 메달을 획득했고, 그의 작품은 1889년 만국 박람회와 1900년 만국 박람회에 전시되었다.
레이로는 1890년 레지옹 도뇌르 기사로 임명되었고 1903년 장교로 승진했다. 그는 1913년 발랑시엔에서 자신의 생일에 사망했다.

## 작품
- 아비뇽(P E 쇼파르드 박사)
- 바욘(팜므 오 샤포 느와르)
- 카오르(레옹 강베타의 초상)
- 샹베리(르 봉 사마리탱)
- 에피날(마르시아스 플레이드)
- 나르본(디오게네스)
- 파리
  - 오르세 미술관 (Chambre mortuaire de Gambetta)
- 트루아 (vue de Lisbonne prise de la rive gauche du Tage; vue du Tage prise du palais de l'ambassade de France)
- 발랑스 (Joseph se fait reconnaître par ses frères), (Wreck of the Medusa; Mgr Catton; Inès de Castro)